# Recinto amurallado de Berfull

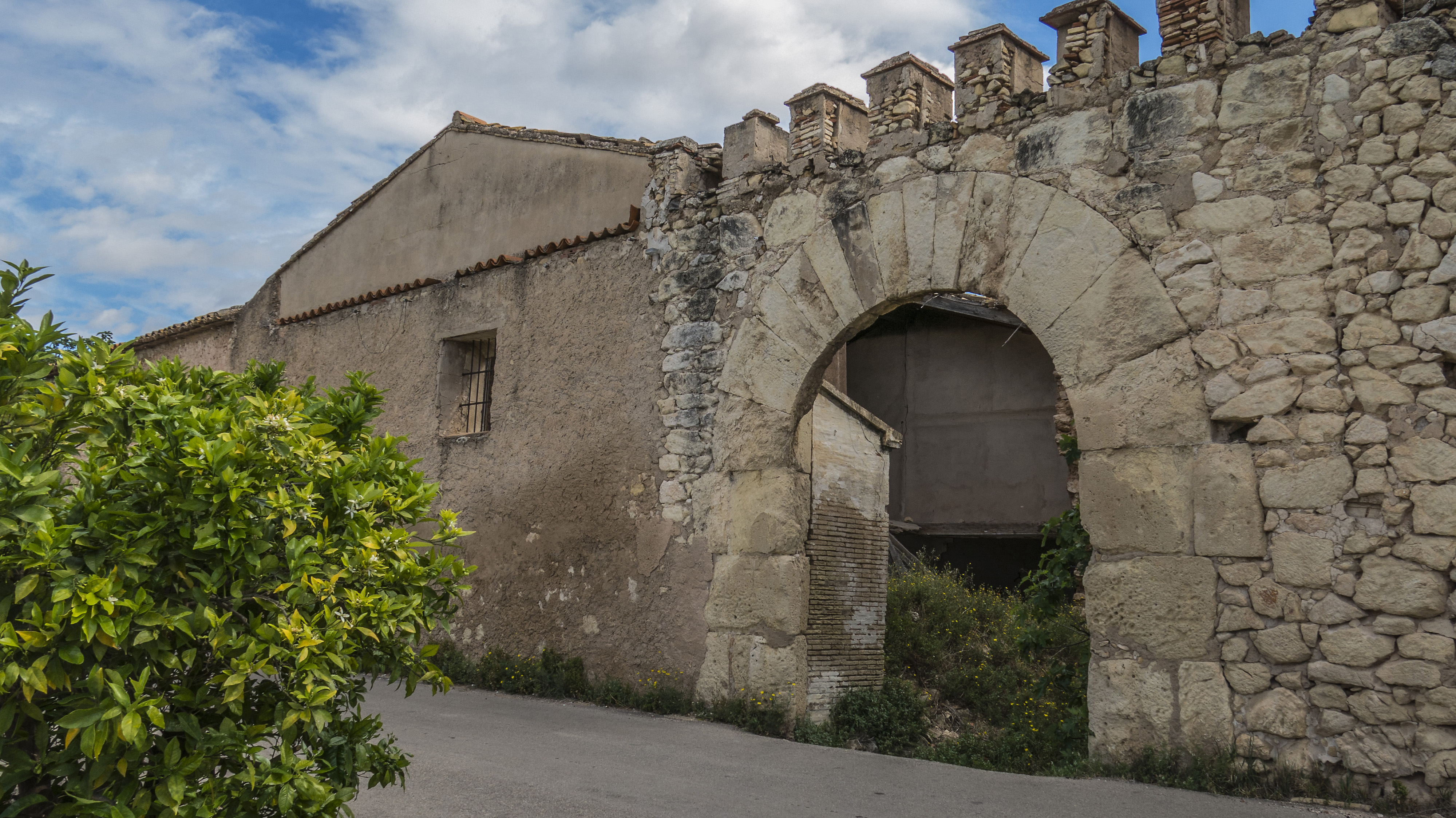
Berfull

El Recinto Amurallado de Berfull, se encuentra en el municipio de Rafelguaraf, de la Comunidad Valenciana, en la provincia de Valencia, España. Está catalogado como Bien de interés cultural, con número de anotación ministerial: R-I-51-0010807, y fecha de anotación 17 de junio de 2002.

## Historia
En el año 1348, según consta en el privilegio otorgado a Jaime Esplugues, Señor de la Puebla Larga, por el Rey Pedro IV, el Ceremonioso, concedido en Sagunto, siendo ésta la primera referencia documentada del poblado de Berfull. Más tarde perteneció a Énova hasta 1574. Como ocurrió en otras zonas, tras la expulsión de los moriscos fue repoblado y hay referencias de que en 1732 en el anejo de Berfull existía una ermita dedicada a San Antonio de Padua. Más tarde, fue señorío de la familia Dassió o Decio. llegando a ser municipio independiente, para acabar agregándose a Rafelguaraf por Real Orden de 24 de junio de 1846.
Según aparece en el Diccionario de D. Pascual Madoz de 1849 se señala que este pueblo fue del señorío particular de D. Vicente Rodrigo de Valencia y que su iglesia estuvo dedicada a los Santos de la Piedra, San Abdón y San Senén, en cambio, posteriormente,  Sanchís Sivera dice que la iglesia se encuentra dedicada a la Purísima Concepción.
El poblado en el pasado siglo XX, disponía de un término de más de quinientas hectáreas, propiedad de una familia de la nobleza Valenciana. Las casas y tierras las cedían en arrendamiento a los habitantes de Berfull que llegaron a tener 125 habitantes empadronados. Del cultivo del arroz se pasó al cultivo del maíz, posteriormente verduras y finalmente se transformó la tierra para la plantación de naranjales. Sobre los años setenta con el progreso, sus habitantes fueron abandonando Berfull en busca de poblaciones con mayores servicios.
En 2010, los propietarios cedieron el poblado de Berfull al municipio de Rafelguaraf.

## Descripción
Se trata de un antiguo poblado morisco amurallado. Las murallas (que pudieron levantarse entre los siglos XVI-XVII), rodean todo el poblado y sirven de cerramiento a los patios traseros de las viviendas que conforman el conjunto arquitectónico. Organizado en torno a una calle central a la cual revierten las dos manzanas paralelas que lo constituyen. El acceso se encuentra en el extremo sudeste de la calle central, se realiza a través de un arco de medio punto de sillares adovelados , el "Arc de Berfull",  sobre este, la muralla se encuentra coronada por almenas de ladrillo. El resto de la muralla es de mampostería.
Entre los edificios, de arquitectura popular, se encuentra una ermita y la antigua casa de la Señoría, la cual tiene en la fachada principal, sobre la puerta, un escudo nobiliario.